# پرتره

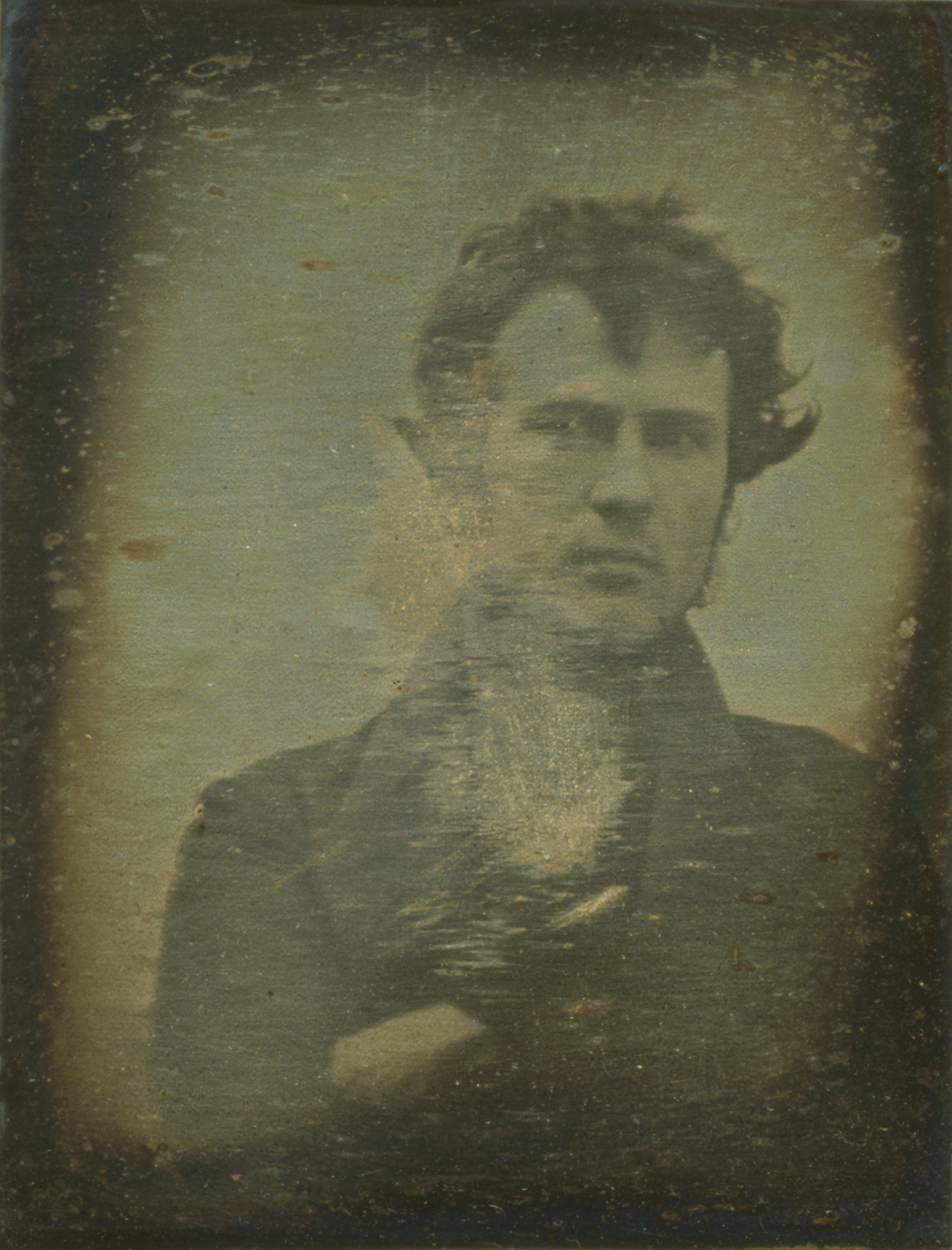
تصویر رابرت کارنلیس، نخستین عکس پرتره تاریخ عکاسی متعلق به ۱۸۳۹ میلادی (۱۷۵ سال پیش). عکس توسط خود رابرت کارنلیس گرفته شده است.

پُرتره (به فرانسوی: portrait) یا تک‌چهره شکلی از نقاشی یا عکسی از چهرهٔ اشخاص است. به نقاشی پرتره، تک‌چهره‌نگاری می‌گویند. این کار می‌تواند بر روی بوم نقاشی، عکس آنالوگ، عکس دیجیتال، به صورت تندیس و یا مجسمه و یا هرگونه دیگری از به تصویر کشیدن هنری باشد.

## تعریف
چهره‌نگاری‌های فراوانی از کسان گوناگون در موزه‌های جهان موجود است. گاهی یک نقاش از چهرهٔ خود نیز چهره‌نگاری می‌کند (خودنگاره) که از آن جمله آثاری از کمال الملک و رامبراند هستند.
در نقاشی ایران کمال الملک از چهره نگاران بزرگ بوده و دارای چهره‌نگاری‌هایی از شاهانی چون ناصرالدین‌شاه و مظفرالدین شاه و احمد شاه است.
پرتره آدل بلوخ باوئر اول،‌ که بین سال‌های ۱۹۰۳ تا ۱۹۰۷ میلادی تکمیل شده‌است. این اثر؛ اولین پرتره از دو نقاشیِ هَمسان هنرمند با یک مدل است که به عنوان یک طرحِ پایانی و کامل شناخته می‌شود.

## نگارخانه

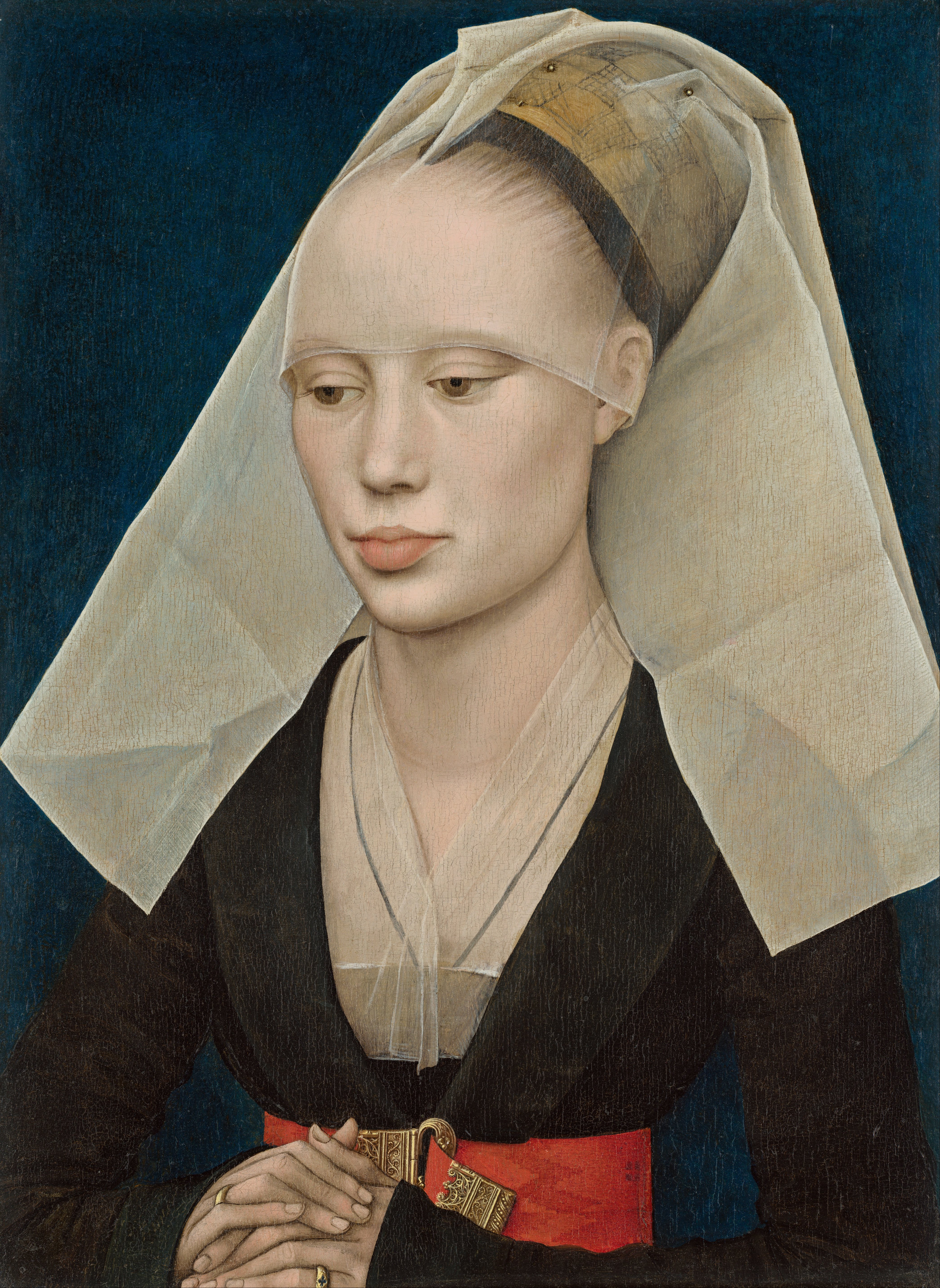
پرتره یک بانو (فان در ویدن)
پرتره اسب‌سوار شارلکن
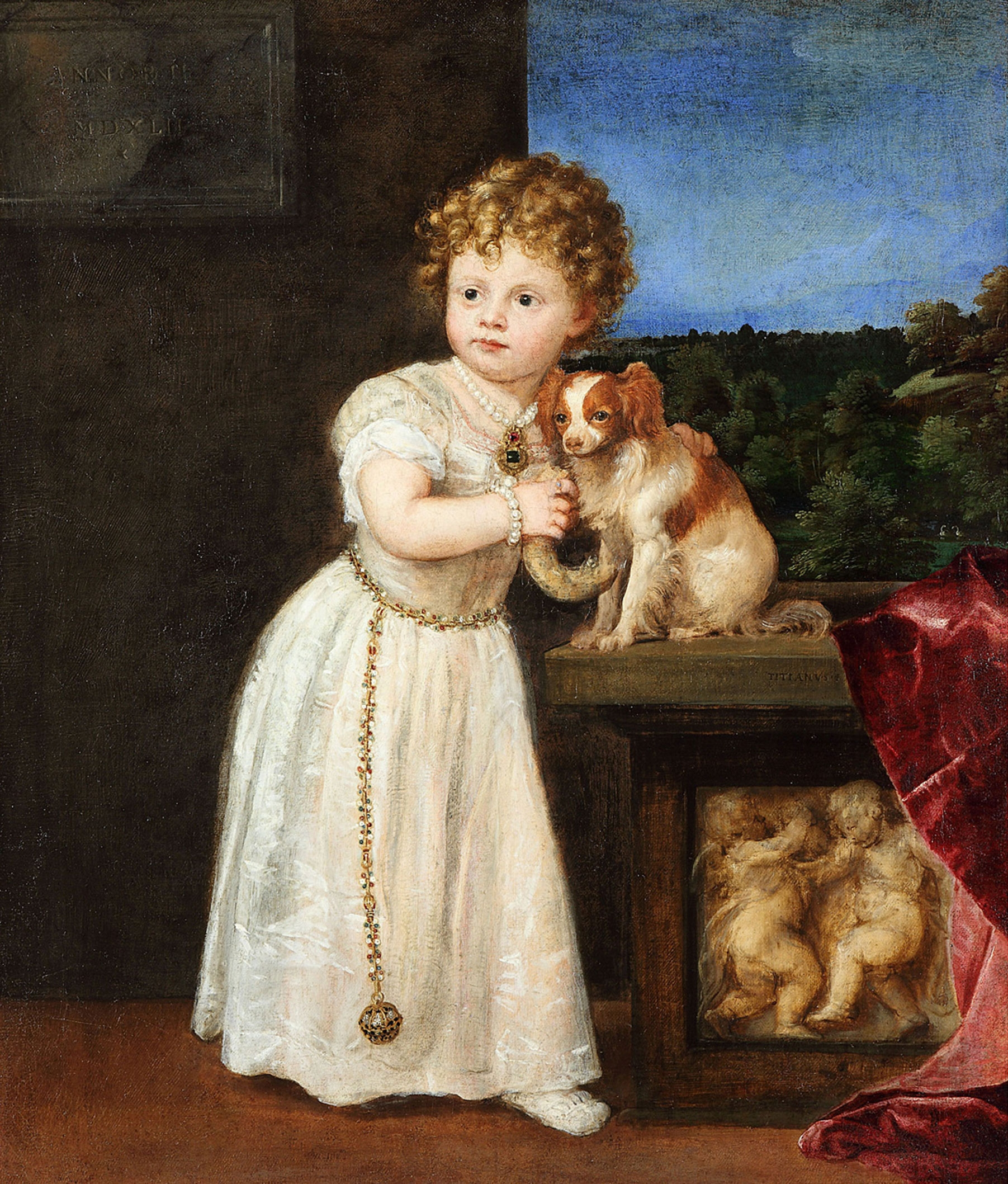
پرتره کلاریزا استروزی
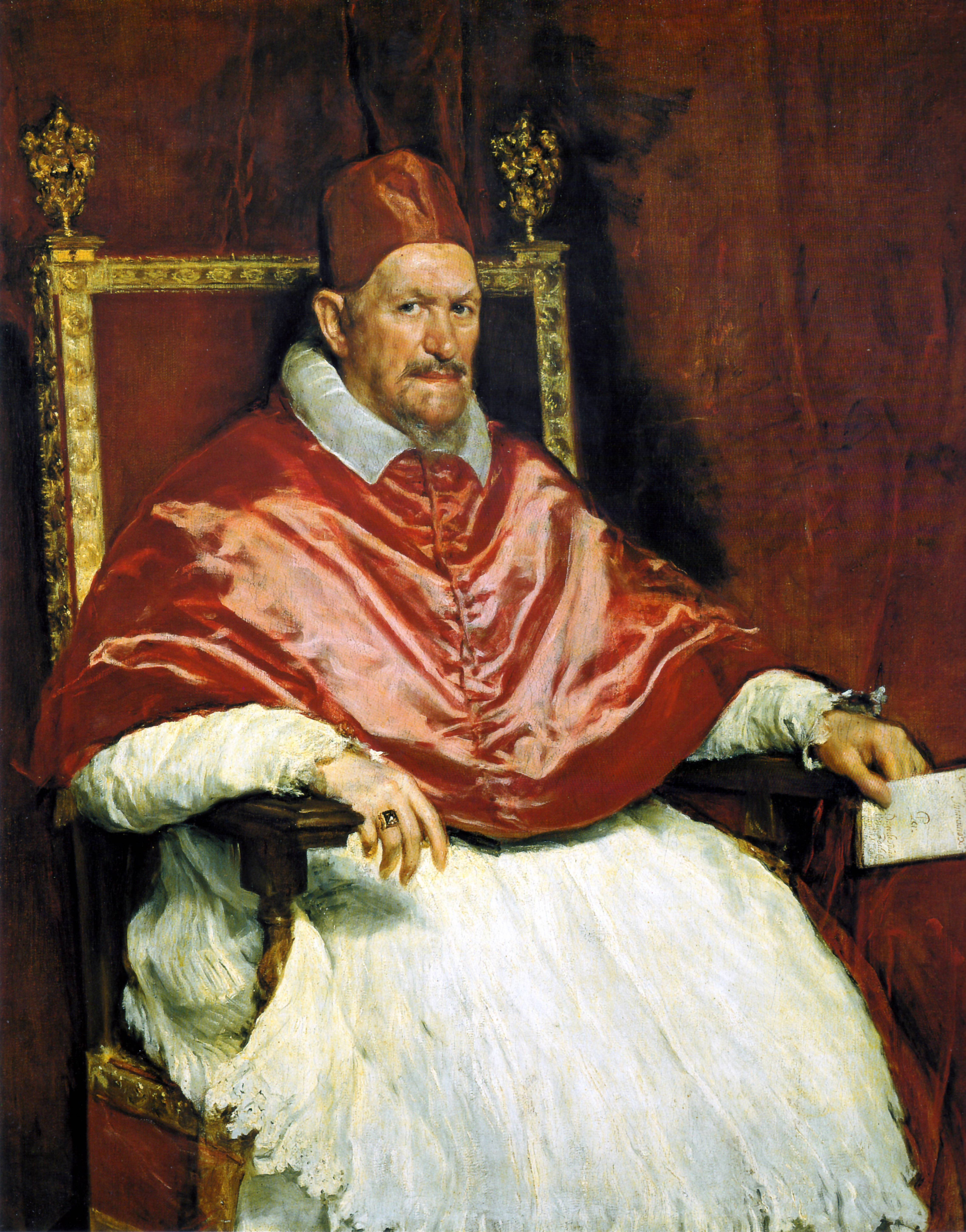
برخی از نامدارترین منتقدین آثار هنری، پُرترهٔ پاپ اینوسنت دهم اثر دیه‌گو ولاسکز را برترین پُرتره‌ای می‌دانند که تاکنون خلق شده‌است.
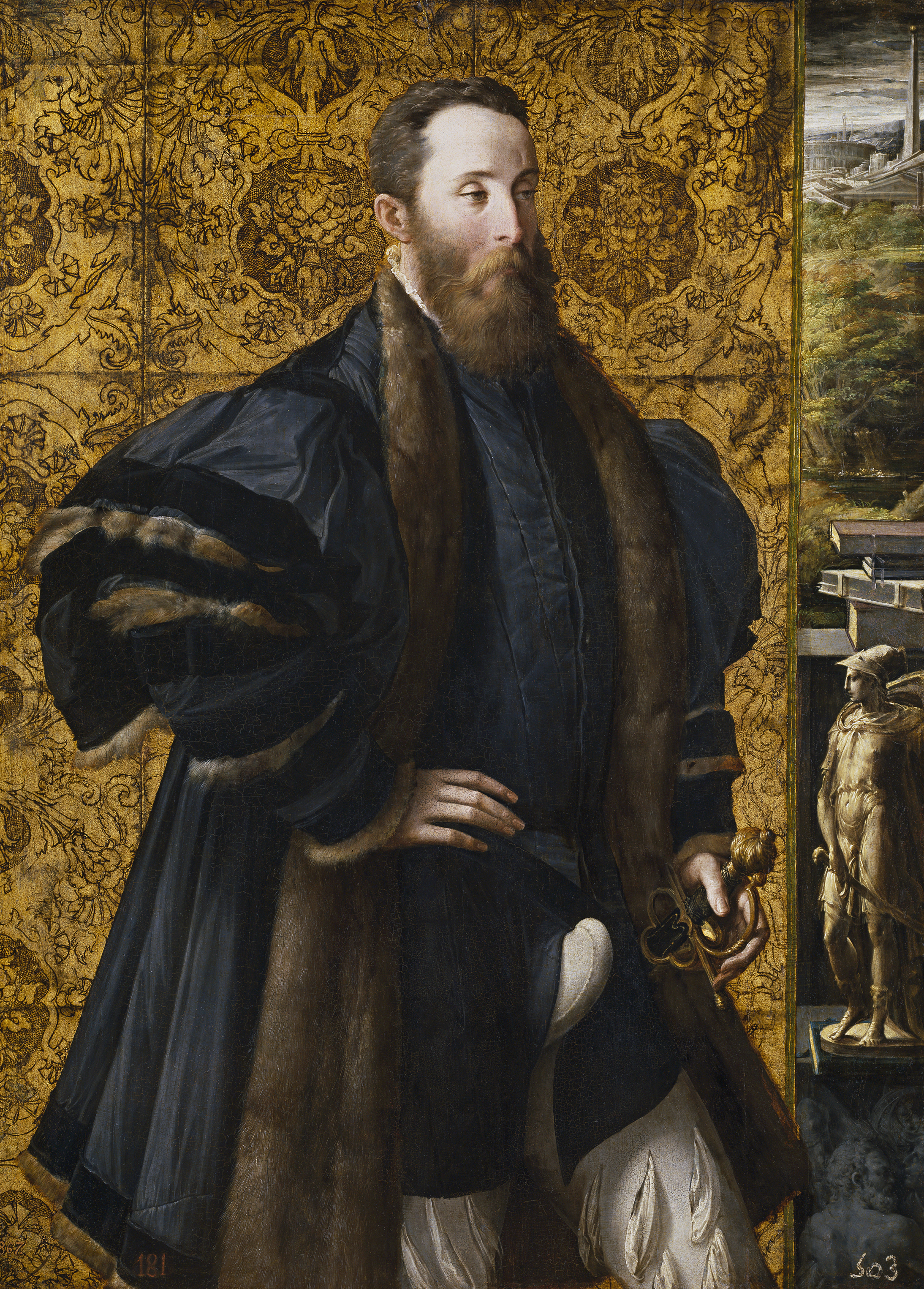
پرتره پیر ماریا روسی اهل سان سکوندو